# Pedro Portocarrero Cárdenas
Pedro Portocarrero Cárdenas (Jerez de los Caballeros, siglo XV - Jerez de los Caballeros, 5 o 16 de junio de 1526) fue un sacerdote católico y jurista, obispo de Ciudad Rodrigo y arzobispo de Granada.
Hijo de Pedro Portocarrero «el Sordo», VII señor de Moguer y de Villanueva del Fresno y de Juana Cárdenas y Luna, II señora de Puebla del Maestre, se formó en cánones, sin que se conozcan fechas de sus estudios ni de su ordenación sacerdotal.
El 31 de diciembre de 1523 fue nombrado obispo de Ciudad Rodrigo y tras año y medio al frente de la diócesis fue nombrado arzobispo de Granada el 26 de junio de 1525. Tomó posesión por poderes de la archidiócesis el 6 de diciembre siguiente y no llegó a entrar en Granada porque falleció en Jerez de los Caballeros, su ciudad natal el 5 o el 16 de junio de 1526.